# Амброджо Висконти
Амброджо Висконти (на италиански: Ambrogio Visconti; * ок. 1344, Милано, Сеньория Милано; † 17 август 1373, Каприно Бергамаско, Сеньория Милано) е италиански кондотиер и наемен капитан от дружината на Свети Георги, често в служба на баща си Бернабо Висконти, съгосподар на Милано.

## Произход
Амброджо Висконти е роден, когато Синьорията на Милано е управлявана от Лукино Висконти. Той е най-големият извънбрачен и припознат син на Бернабо Висконти, бъдещ господар на Милано, и на Белтрамола Граси, негова метреса. Има един брат и две или три сестри:
- Енрика (* ок. 1344), съпруга на Лотарио Руска от Комо
- Маргерита (* ок. 1345), монахиня
- Есторе (* 1346, † 1413), господар на Мартиненго и на Моренго (от 1404), господар на Монца, съпруг на Маргерита Инфраскати
- Изота (* 1370-те), вероятна сестра, съпруга на Карло да Фоляно, кондотиер.

Има и 5 полубратя и 10 полусестри от първия брак на баща си, сред които Тадеа, херцогиня на Бавария, Верде, херцогиня на Австрия, Марко, господар на Парма, Лудовико, господар на Лоди и на Парма, Валентина, кралица на Кипър и титулярна кралица на Йерусалим, Родолфо, господар на Парма, Карло, господар на Парма, Антония, графиня на Вюртемберг, Катерина, последна господарка на Милано и 1-ва херцогиня на Милано, Аниезе, графиня на Мантуа, Мадалена, херцогиня на Бавария и на Бавария-Ландсхут, Джанмастино, господар на Бергамо и на Джера д'Ада, Лучия, графиня на Кент, Елизабета, херцогиня на Бавария-Мюнхен, и Англезия, кралица на Кипър, Йерусалим и Армения. Има още 4 полубратя и 5 или 6 полусестри от извънбрачни връзки на баща си.

## Биография

### Начална кариера
Започвайки от 1354 г., баща му Бернабо Висконти започва да управлява Сеньория Милано заедно с братята си Галеацо II и Матео II. Амброджо започва военната си кариера в началото на службата на баща си и през юли 1359 г., само на 15 години, той е изпратен с петстотин рицари и хиляда наемници, за да се противопостави на Великата дружина на Конрад фон Ландау (граф Ландо), която опустошава Флорентинската република. Пристигайки близо до Понтедера, Амброджо участва в битката при Кампо деле Моске, в която излиза победител. За победата град Флоренция му дава кон и го кани да участва в турнир заедно с кондотиерите Николо Орсини и Пандолфо Малатеста.
През 1361 г. е нает от херцога на Андрия Франческо I дел Балцо да се бие с войските на принца на Таранто Филип II Анжуйски. Начело на рота от 12 хил. войници той влиза в кралството, преминавайки през района на Акуила, от Чиколано след това прониква в Марсика и се насочва към Авецано, където опустошава града, който е на страната на принца на Таранто. На следващата година той поисква кралицата на Неапол Джована I Анжуйска за своя съпруга, но предложението му за брак е отхвърлено.
След като се завръща в Милано, през юни 1362 г. Амброджо участва в операциите, насочени към завладяването на Емилия и с помощта на граф Ландо опустошава Мирандола – територия, управлявана от Фелтрино Гонзага, активен член на Антивисконтската лига. Кампанията в Емилия завършва на 6 април 1363 г. с битката при Солара. Преди битката, която вижда Сеньория Милано от една страна и Антивисконтската лига, формирана от Папската държава и съюзническите градове Падуа и Верона, от друга, Висконти е въоръжен като рицар. В сблъсъка обаче миланците са победени, Амброджо е пленен от Малатеста Унгаро, а баща му Бернабо е ранен. Амброджо е отведен в затвора в Чезена, където е държан затворник в продължение на година и след това е освободен през април 1364 г. при подписването на мирния договор под натиска на краля на Кипър Петър I Лузинян.
През 1365 г. Амброджо и Фелтрино Гонзага са упълномощени от Бернабо да стигнат до херцога на Австрия Рудолф IV Хабсбург във Верона, за да го убедят да сключи споразумение в ущърб на владетеля на Падуа Франческо I да Карара, с когото военните действия са започнали през 1363 г., и операцията е успешен.

### Дружина на свети Георги
Между септември и октомври 1365 г. неговият баща Бернабо и неговият чичо Галеацо дават на Амброджо огромен заем, за да възстанови Наемническата дружина на Свети Георги, основана от неговия предшественик Лодризио Висконти и активна през 1339 г. Първоначално компанията се състои от 45 ефрейтори и 7000 конници и включва Джовани Акуто, ветераните от Бялата дружина и много други немски и италиански наемници като Томас Мерезал, Уголино Етон и Джовани д'Ацо дели Убалдини.
Веднага след като дружината е създадена, тя се мести към Флоренция. Градските власти, притеснени от пристигането на тези войски, изпращат пратеника Дофо Барди, който предлага на Висконти сумата от 6000 флорина, така че през следващите четири години дружината да се ангажира да не напада териториите на Флорентинската република.
Затова Амброджо Висконти решава да атакува района на Сиена, опустошавайки Санта Колумба и Абадия а Изола, настоящите подеслища на Монтериджиони, Рокастрада и Буонконвенто; сиенците му изпращат различни пратеничества и напразно търсят помощта на Аничино ди Бонгардо и Алберто Стерц. Към ноември към Висконти се присъединяват флорентинските посланици Онофрио Роси и Николо Римбалдеси в Коле ди Вал д'Елса, които през Сан Миниато го придружават до границата, докато хората му са разположени между Радикондоли и Белфорте. Пристигайки в района на Арецо, той опустошава земите на сем. Тарлати с Джовани Акуто и Николо да Монтефелтро.
След това се премества в Лигурия и под командването на 5000 войници разграбва се Специя, където унищожава замъка Сан Джорджо, и Киавари; след това той се насочва към Реко, атакува земите на сем. Фиески и маркизите Дел Карето, плячкосвайки Ривиера ди Поненте, но среща съпротива от генуезките капитани Николо ди Минерджино и Бартоломео ди Леванте, които в крайна сметка са победени и взети в плен. След като получава новината, че изгнаниците на Леонардо Монталдо, неговите съюзници, са отблъснати от Генуа, той решава да напусне Лигурия.
През 1366 г. Амброджо обявява война на жителите на Савона, като ги напада първо по море, а след това по суша, опустошава Ривиера ди Леванте, и два пъти атакува стените на генуезкия град, без обаче да успява да ги пресече. Той сключва споразумение с Генуезката република и се премества в Тоскана. След това отново атакува Сиена, която със споразумение му даде 10 500 флорина и много коли, пълни с броня и провизии, но неговите набези продължават.

### Война срещу Папската държава
През 1366 г. папа Урбан V хвърля проклятие срещу дружината на Свети Георги, призовавайки божието отмъщение срещу нейните врагове и това на архангел Михаил унищожителя, а освен това обявява, че всички онези, които продължават да предоставят услуги или във всеки случай благоприятстват дружината, ще бъдат отлъчени. За да насърчи поражението им, папата дава индулгенция на греховете на всеки, който реши да атакува дружината и да умре в святото начинание.
Към май Амброджо нахлува в земите на Херцогство Сполето и тези на Папската държава близо до Орвието. В началото на юни той се отправя към Урбино с Магинардо Убалдини. За да сложи окончателно край на компанията, папата се обръща към кралицата на Неапол Джована I Анжуйска, към владетеля на Болоня Джовани Висконти да Оледжо, към маркиза на Ферара Николо II д'Есте, към господаря на Римини Галеото Малатеста и до Уголино да Монтемарте, така че да обединят сили, за да се борят с наемниците.
В края на месеца Висконти и дружината му се завръщат в Умбрия на територията на Чита ди Кастело, продължавайки опустошението и Флоренция, за да избегне щети, се обяви в полза на дружината. Отрядът отново прониква в Папската държава, където се бие с Уголино и Франческо да Монтемарте и в битката водачът Уголино Етон е заловен. След това Амброджо се насочва към Марке, където подбужда бунта на Урбания.
Той отново разграбва Лигурия и Сиена за трети път и накрая успява да победи перужанците при Понте Сан Джовани. Той лагерува в Урбино с около 10 хил. души, включително пехота и рицари, и впоследствие разграбва Абруцо.
През 1367 г. в Сако дел Тронто папските и анжуйските войски, командвани съответно от Гомес Гарсия и Джовани Малатака, унищожават наемниците. Ранен и заловен, Амброджо е завлечен в затвора в Неапол и след това затворен в Кастел дел'Ово. По време на битката само 2700 мъже бягат от плен и смърт. Шестстотин затворници са отведени в Рим и в края на май 1369 г. половината от тях оцеляват в затвора, а останалите са обесени или обезглавени. Триста затворници, които остават живи, са затворени в замъка Марта на езерото Болсена и през юли са затворени в крепостта Монтефиасконе, където има колективен опит за бягство, който завършва с екзекуцията на останалите наемници чрез удушаване или обезглавяване.
Амброджо Висконти след три години в затвора убива кастелана и бяга с всички онези, които са затворени с него; според друга версия той бяга с роднина след подкуп на охраната. След като е освободен, той се връща да се бие за баща си срещу войските на Антивисконтската лига начело на 2000 мъже.

### Война в Емилия и в Ломбардия
През пролетта на 1371 г. Амброджо е назначен за губернатор на Парма. Той напуска града с 500 войници към Реджо Емилия, където Фелтрино Гонзага е обсаден от семейство Есте в замъка. Той нахлува в града и се оттегля едва след пристигането на Лучо Ландо, но преди да напусне, разграбва Реджо Емилия за няколко дни, като не щади църквите и болниците. Със закупуването на града от баща му Бернабо за 60 000 флорина, той го завладява в средата на май и нарежда да му бъдат доставени ключовете от цитаделата и тези от вратите на Санто Стефано и Санта Кроче. Войските на лигата се оттеглят към Модена. Повикан от Манфредино да Сасуоло, той опустошава провинцията на Модена и Ферара, навлиза в блатата при Стелата, днес подселище на Бондено, и оттук пристига във Ферара. Той се оттегля веднага щом чува звъна на камбаните и пристига във Финале Емилия с голяма плячка и 300 или 600 пленници. През октомври същата година баща му го изпраща при Джовани Акуто, за да го убеди да даде на маркиза на Мантуа Лудовико II Гонзага компенсация за щетите, нанесени от войниците на английския кондотиер на населението на Гуастала.
През 1372 г. Амброджо отново атакува Модена с Манфредино Пио и Манфредино да Сасуоло. Той обсажда Кореджо и укрепва бастиона на Чезио към Модена. Присъединява се отново към Джовани Акуто, образувайки армия от 800 войници, и заедно вземат като затворници Гулиелмо и Франческо да Фолиано, който е обесен на стените на Реджо Емилия. Сем. Да Кореджо се съюзява с Висконти, като по този начин получават замъците на Сан Поцо д'Енца и Кореджо.
През юли Амброджо е изпратен от баща си с Джовани Акуто да помогне на чичо си Галеацо Висконти срещу маркграфа на Монферат и граф Амадей VI Савойски. Амброджо атакува Асти и със залавянето на Якопо Дал Верме предизвиква противниците си да се бият с Акуто и Франческо д'Есте. Сблъсъкът обаче не се състои поради различията, които разделят тримата кондотиери на Висконти, които не успяват да се споразумеят за избора на терен. Така той нахлува в противниковия лагер и Савойците го контраатакуват и го изтласкват назад отвъд Танаро. В крайна сметка между страните е договорено примирие, така че той успява да се върне в Реджо Емилия. Той се среща отново в Колекио с Джовани Акуто и го убеждава да остане в заплатата на Висконти при старите условия, въпреки че два месеца по-късно той се премества на заплатите на папите и ограбва района на Пиаченца. Амброджо Висконти, без знанието на баща си, извършва подобно нахлуване в района на Болоня; внезапно се появява под стените на Болоня пред Порта ди Сан Феличе, която има само десет рицаря, които я защитават. Той се оттегля в Борго Панигале и оттук ограбва околността чак до Имола в продължение на осем дни, без да срещне никаква съпротива.
През януари 1373 г. той отново атакува Болоня, оставайки там две седмици, но на връщане неговата дружина, натоварена с плячка, е нападната от папския легат Петър от Бурж, от Джовани Акуто и от Уголино да Савиняно, докато пресича река Панаро близо до Кревалкоре. Дружината пострадва най-зле със загубата на 2000 мъже мъртви и пленници. След това се премества в Ломбардия, в Бергамо, с триста войници, за да се изправи срещу настъплението на граф Амадей Савойски. Впоследствие баща му го изпраща в долините на Бергамо, за да потисне бунт, подстрекаван от фракцията на гвелфите. Той също така подпалва абатството на Понтида, Каприно Бергамаско и Гронсалега.

### Смърт
На 17 август 1373 г. Амброджо отново навлиза в долината Сан Мартино и язди към Каприно Бергамаско без специални мерки за сигурност, попада в засада, организирана от местни фермери и намира убежище в сегашното селце Опрено. Тук той е убит от удар с копие заедно с други благородници, включително Лудовико да Кореджо. След това е погребан в Бергамо. След смъртта му Бернабо Висконти отмъщава на цялата долина Сан Мартино, като опожарява всички местности, включително Абатство „Понтида“.

## Брак и потомство
∞ за Маргерита Висконти, извънбрачна дъщеря на архиепископ Джовани Висконти